# کنیاکو
کُنیاکو (به ژاپنی: Konnyaku コンニャク) (نام علمی: 'Amorphophallus konjac ') گیاهی از تیره گل‌شیپوریان است. در ژاپن، چین، کره و میانمار به عنوان یک گیاه خوراکی کشت داده می‌شود. مقدار کشت این گیاه در سال ۱۹۹۷ در ژاپن ۶۶٬۹۰۰ تن بوده‌است.
گستردهٔ رشد این گیاه در مناطق استوایی تا مناطق نیمه‌گرمسیری آسیا (بالا و پایین استوا) از ژاپن و جنوب چین تا اندونزی می‌باشد.این گل مشابه زنبق بدبو تولید مثل می‌کند با این تفاوت که بر اساس مشاهدات دوربین گرمانگار شب هنگام همزمان با تولید بویی شبیه گوشت فاسد حیوان در حال مرگ، گرمایی معادل ۱۰ برابر محیط اطرافش تولید می‌کند که بو را تا فواصل بیشتری نیز پخش می‌کند و موجب جذب سوسک‌های مردارخوار می‌شود. دیواره‌های چرب مانع فرار سوسک‌ها و باعث سقوط آنها به مرکز گل می‌شوند. شب دوم حمامی از گرده سوسک‌ها را آغشته می‌کند سپس دیواره‌ها عادی شده و اجازه فرار سوسک‌ها را می‌دهند.

## مصرف خوراکی

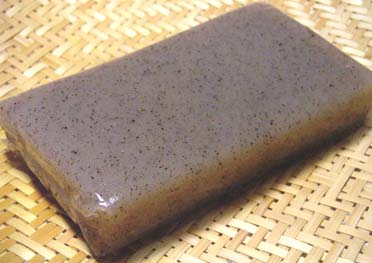
فراورده غذایی کونیاکو

در ژاپن برای تهیه میسوسوپ، اودِن، غذاهای آب‌پزی ملایم و تونجیرو (سوپ خوک) مصرف می‌شود.